# Betula schmidtii
Betula schmidtii är en björkväxtart som beskrevs av Eduard August von Regel. Betula schmidtii ingår i släktet björkar, och familjen björkväxter. Inga underarter finns listade.
Denna björk förekommer i Japan (på Honshu), på Koreahalvön i angränsande delar av Kina och i Ryssland i Primorje kraj. Arten växer i kulliga områden och i bergstrakter upp till 1400 meter över havet. Den ingår i skogar och den når ibland en höjd av 35 meter. Ett exemplar har ofta flera stammar.
För beståndet är inga hot kända. Hela populationen anses vara stabil. IUCN listar arten som livskraftig (LC).

## Bildgalleri

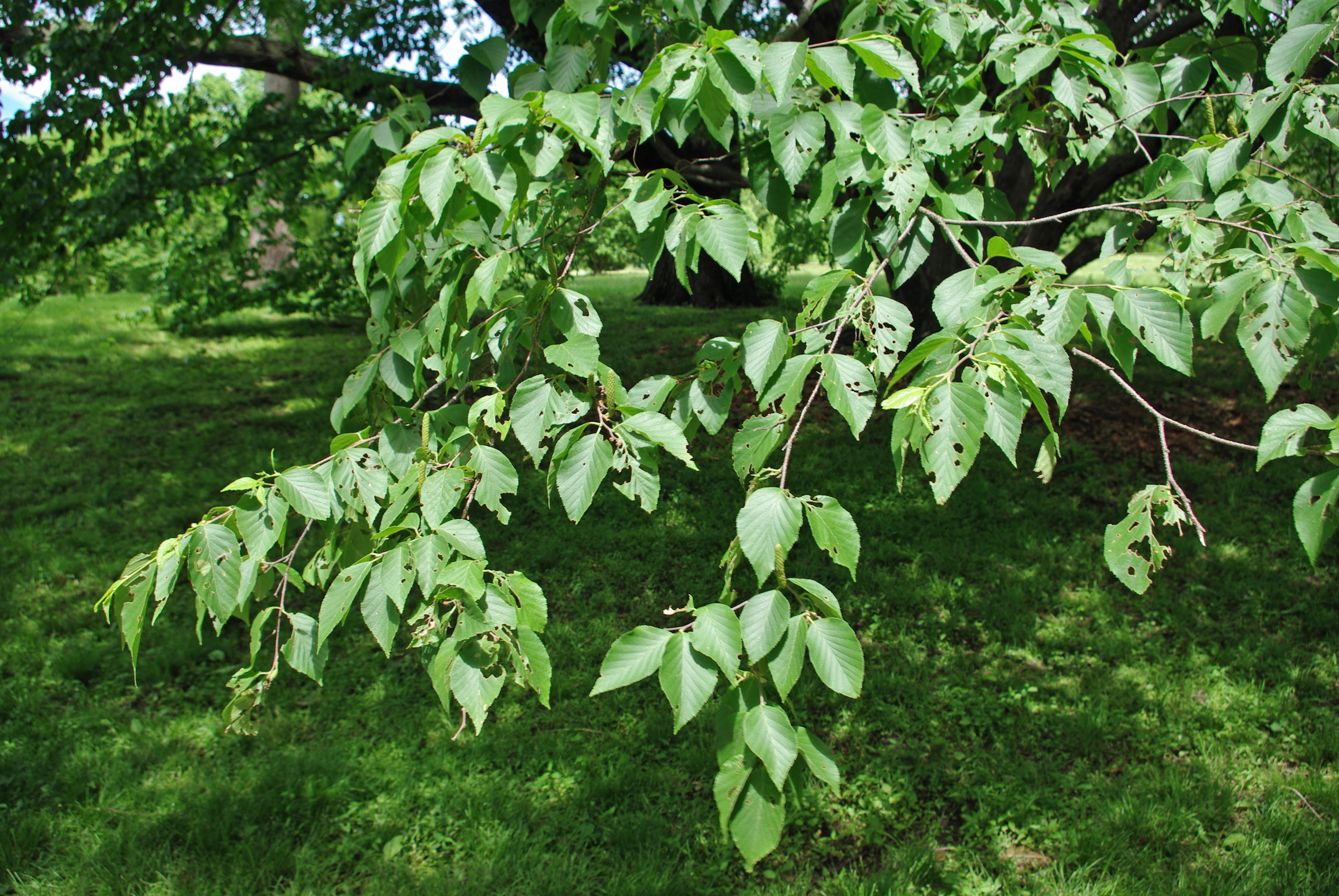
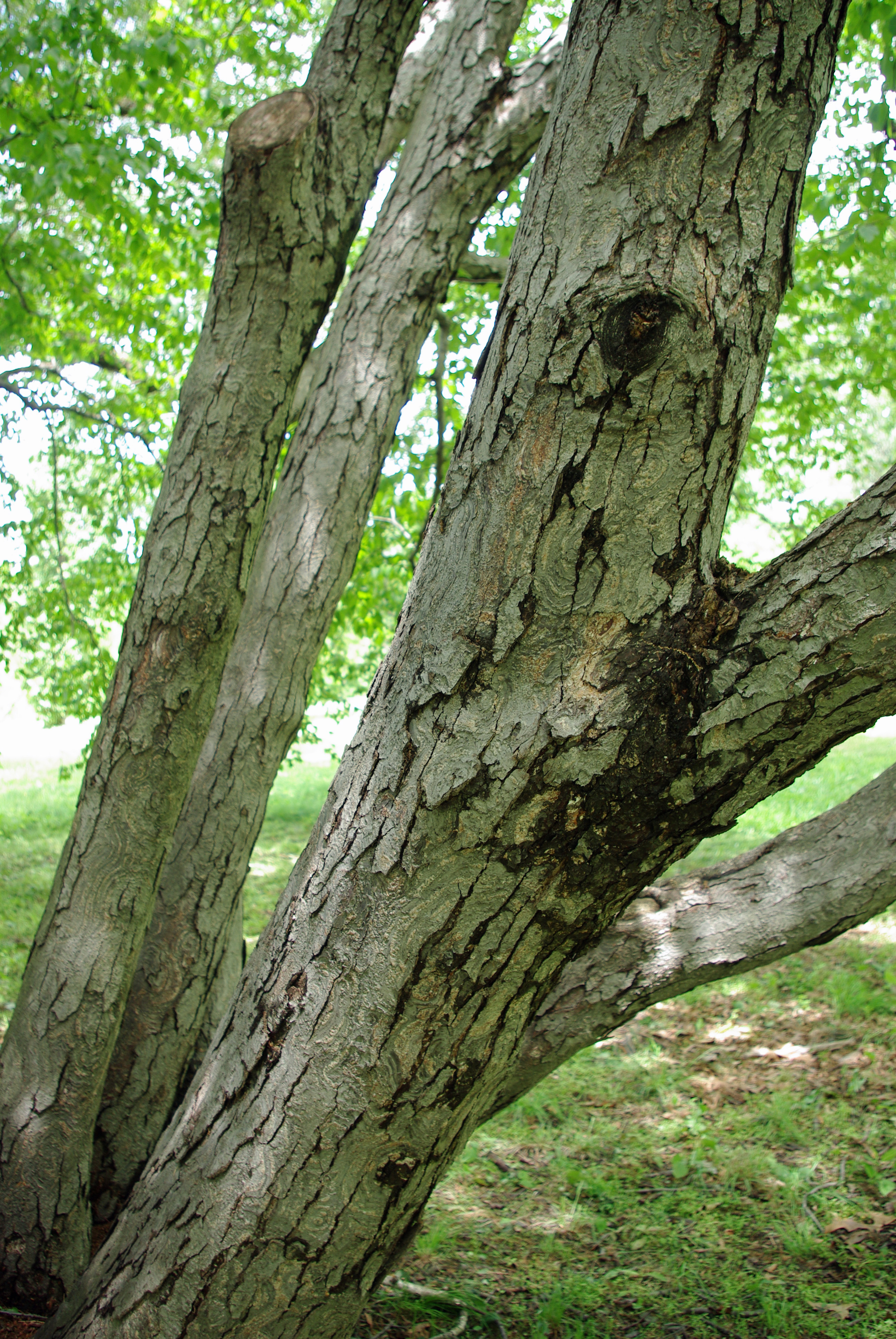